# Voruntersuchung (Film)
Das deutsche UFA-Kriminaldrama Voruntersuchung ist der zweite Tonfilm des Regisseurs Robert Siodmak und hat Gustav Fröhlich in der Hauptrolle.
Die Uraufführung war am 20. April 1931.

## Handlung
Der Student Fritz Bernt hat seit drei Jahren eine Beziehung zu der Prostituierten Erna Kabisch. Während eines lautstarken Trennungsstreits verlangt sie von Fritz den Namen ihrer Nebenbuhlerin zu erfahren. Fritz verlässt im Streit Ernas Wohnung. Sie ruft ihm durch das Treppenhaus „Zuhälter!“ hinterher.
Fritz möchte sich schon länger von Erna trennen, da er in die Schwester seines Freundes Walter Bienert verliebt ist. Walter will die Angelegenheit für Gerda und Fritz regeln, deshalb überlässt Fritz ihm die Wohnungsschlüssel zu Ernas Wohnung. Außerdem hat Walter eine kleine Pistole in der Tasche, als er zu Erna geht. Fritz wartet vor der Wohnung auf Walter und wird von einem Hausbewohner auch dort gesehen, deshalb verlässt er das Treppenhaus und wartet am S-Bahnhof auf Walter. Doch Walter vergnügt sich in der Zeit mit der Mitbewohnerin Ernas und ebenfalls Prostituierten Mella Ziehr. Nach langem Warten ist die letzte Bahn gefahren, ohne dass Walter aufgetaucht ist. Fritz trifft seinen alten Freund Bruno Klatte und geht mit ihm Trinken.
Am nächsten morgen kommt Mella nach Hause und entdeckt die tote Erna in der Wohnung. Laut „Hilfe! Mord!“ schreiend alarmiert sie die Nachbarn. Die Polizei verhaftet Fritz als Mordverdächtigen. Ausgerechnet der Vater Walters ist der Landgerichtsrat, der die Voruntersuchung leitet. Die Zeugenaussagen und ein verlorener Manschettenknopf belasten Fritz schwer. Nach langem Verhör erzählt Fritz von dem Wohnungsschlüssel und Walter. Der Landgerichtsrat will nicht an die Schuld seines Sohnes glauben und setzt das Verhör mit Fritz fort, bis Walter mit den Wohnungsschlüsseln verhaftet wird. Der Landgerichtsrat ist verzweifelt und sucht weiter nach einem anderen Täter. Da erinnert sich der Hausmeister daran, dass die Tote einen Geldbrief über tausend Dollar bekommen hatte und nur der Nachbar Anatol Scherr noch davon wusste. Er wird verhört und übergibt das Geld der Polizei, beschuldigt aber seinen arbeitslosen Untermieter Kurt Brann, bei dem er das Geld gefunden hat, der Tat. Dieser wird noch einmal verhört und mit dem Geld konfrontiert. Brann greift zur Waffe und wird überwältigt.
Zum Schluss gesteht sich der Landgerichtsrat ein, dass ihn nur der Zufall davor bewahrt hat, einen Unschuldigen wegen Mordes vor Gericht zu bringen. Bernt wird aus der Untersuchungshaft entlassen, und Walter lädt ihn mit der Zustimmung des Vaters nach Hause zu Gerda ein.

## Hintergrund
Der Film wurde vom 18. Februar bis zum März 1931 in Berlin-Tiergarten und im Ufa-Atelier Neubabelsberg gedreht. Die Bauten schuf Erich Kettelhut. Als Ort der Handlung werden durch die Straßenschilder und Hausnummern im Bild die Mittelstraße 63 angegeben.
Die literarische Vorlage für diesen Film war das Buch Voruntersuchung (1927), welches von dem Berliner Strafverteidiger und Schriftsteller Max Alsberg zusammen mit Otto Ernst Hesse geschrieben wurde. Alsberg galt den Nationalsozialisten als Volljude und wurde verfolgt. Er nahm sich 1933 das Leben.
Die Uraufführung erfolgte am 20. April 1931 im Gloria-Palast in Berlin. Der Film war in der Zeit des Nationalsozialismus verboten.

## Französische Fassung
Parallel wurde ein französischer Versionenfilm des Films mit dem Titel Autour d'une enquête mit anderen Schauspielern gedreht. Seine Uraufführung war am 5. Juni 1931 in Paris, Cinéma des Champs-Elysées.

### Besetzung
- Jean Périer: Conrad Bienert
- Jacques Maury: Walter Bienert
- Annabella: Greta Bienert
- Pierre Richard-Willm: Paul Bernt
- Florelle: Erna Kabisch
- Colette Darfeuil: Mella Zier
- Gaston Modot: Le commissaire Baumann
- Paul Ollivier: Anatole Scherr
- Robert Ancelin: Bruno Klatte
- Bill Bocket: Karl Zülke
- Pierre Frank: Kurt Brann
- Laila Bensedira: La chanteuse
- Willy Rozier, Théo Tony

## Rezeption
Der Film wurde von den Kritikern als extrem realistisch und die brennenden Fragen der Zeit aufgreifend angesehen.